# The Seed of the Sacred Fig
The Seed of the Sacred Fig (persa : دانه‌ی انجیر معابد , romanizado :  Dāne-ye anjīr-e ma'ābed ; francés : Les Graines du figuier sauvage ; alemán : Die Saat des heiligen Feigenbaums ; español : La semilla de la higuera sagrada) es una película de drama de suspenso político de 2024 escrita y dirigida por Mohammad Rasoulof. La historia se centra en Iman, un juez de instrucción del Tribunal Revolucionario de Teherán, que lidia con la desconfianza y la paranoia a medida que las protestas políticas a nivel nacional se intensifican y su arma desaparece misteriosamente. Está protagonizada por Soheila Golestani, Missagh Zareh, Mahsa Rostami y Setareh Maleki. La narrativa ficticia se combina con imágenes reales de las protestas que fueron violentamente reprimidas por las autoridades iraníes.
La película se estrenó el 24 de mayo de 2024 en el Festival de Cine de Cannes y fue seleccionada para competir por la Palma de Oro en su sección de competencia principal, donde el jurado le otorgó un Premio Especial. Antes de su estreno, Rasoulof fue sentenciado a ocho años de prisión por las autoridades iraníes. Huyó con éxito a Alemania y asistió a la alfombra roja de Cannes. La película recibió elogios de la crítica y ganó el premio a la Mejor Película Internacional en la National Board of Review. Fue elegida como la entrada alemana a la Mejor Película Internacional en los 97.º Premios Óscar.

## Sinopsis
El juez de instrucción Iman se enfrenta a la paranoia en medio de los disturbios políticos de Teherán. Cuando su pistola desaparece, sospecha de su mujer y sus hijas, imponiendo medidas draconianas que tensan los lazos familiares a medida que las normas sociales se desmoronan. 

## Reparto
- Soheila Golestani como Najmeh
- Missagh Zareh como Iman
- Mahsa Rostami como Rezvan
- Setareh Maleki como Sana
- Niousha Akhshi como Sadaf
- Amineh Mazrouie Arani como la mujer en el coche
- Reza Akhlaghirad como Ghaderi
- Shiva Ordooie como Fateme

## Producción
La película es el décimo trabajo como director de Mohammad Rasoulof. El título hace referencia a una especie de higo que se propaga "enroscándose en otro árbol y estrangulándolo". Esto se consideraba un símbolo del régimen teocrático en Irán. Rasoulof escribió el guion y eligió a Missagh Zareh y Soheila Golestani para los papeles principales de la pareja leal al régimen, Iman y Najmeh, respectivamente. La propia Gholestani había hecho campaña contra el uso del hiyab durante las protestas y había sido arrestada por ello. Rasoulof eligió a Mahsa Rostami y Setareh Malek para los papeles de las hijas Rezvan y Sana, respectivamente.
El rodaje de la película se llevó a cabo en secreto y duró unos 70 días, desde finales de diciembre de 2023 hasta marzo de 2024. El propio Rasoulof lo describió como "difícil". Solo podía filmar unos días seguidos y luego tenía que hacer descansos. Rasoulof trabajó con el director de fotografía Pooyan Aghababaei. El director afirmó que estaba en medio del rodaje cuando se enteró de su nueva sentencia de prisión. Rasoulof contaba con que el proceso de apelación demorara mucho tiempo para revisar su caso. Además, este período de primavera coincidió con las celebraciones del Nowruz (Año Nuevo) en Irán, que duraron dos semanas. De hecho, Rasoulof logró terminar su película al final de las vacaciones. Después de que el tribunal de apelaciones confirmara el veredicto, se vio obligado a decidir en un plazo de dos horas si permanecer en Irán y entregarse al arresto o huir. Dejó todos sus dispositivos electrónicos en casa y huyó a un lugar seguro antes de cruzar la frontera iraní a pie.

## Lanzamiento

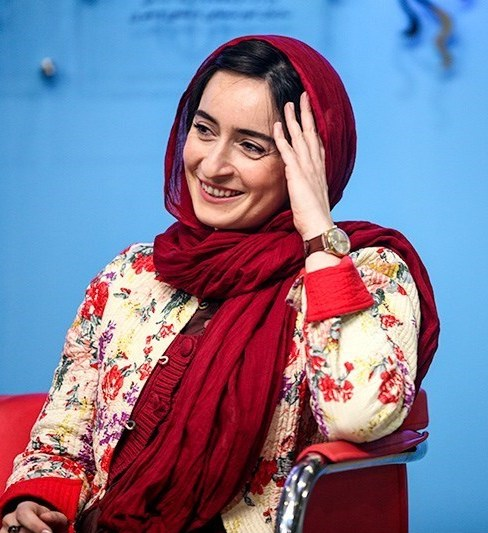
La protagonista Soheila Golestani no pudo asistir al estreno de la película en el Festival de Cannes

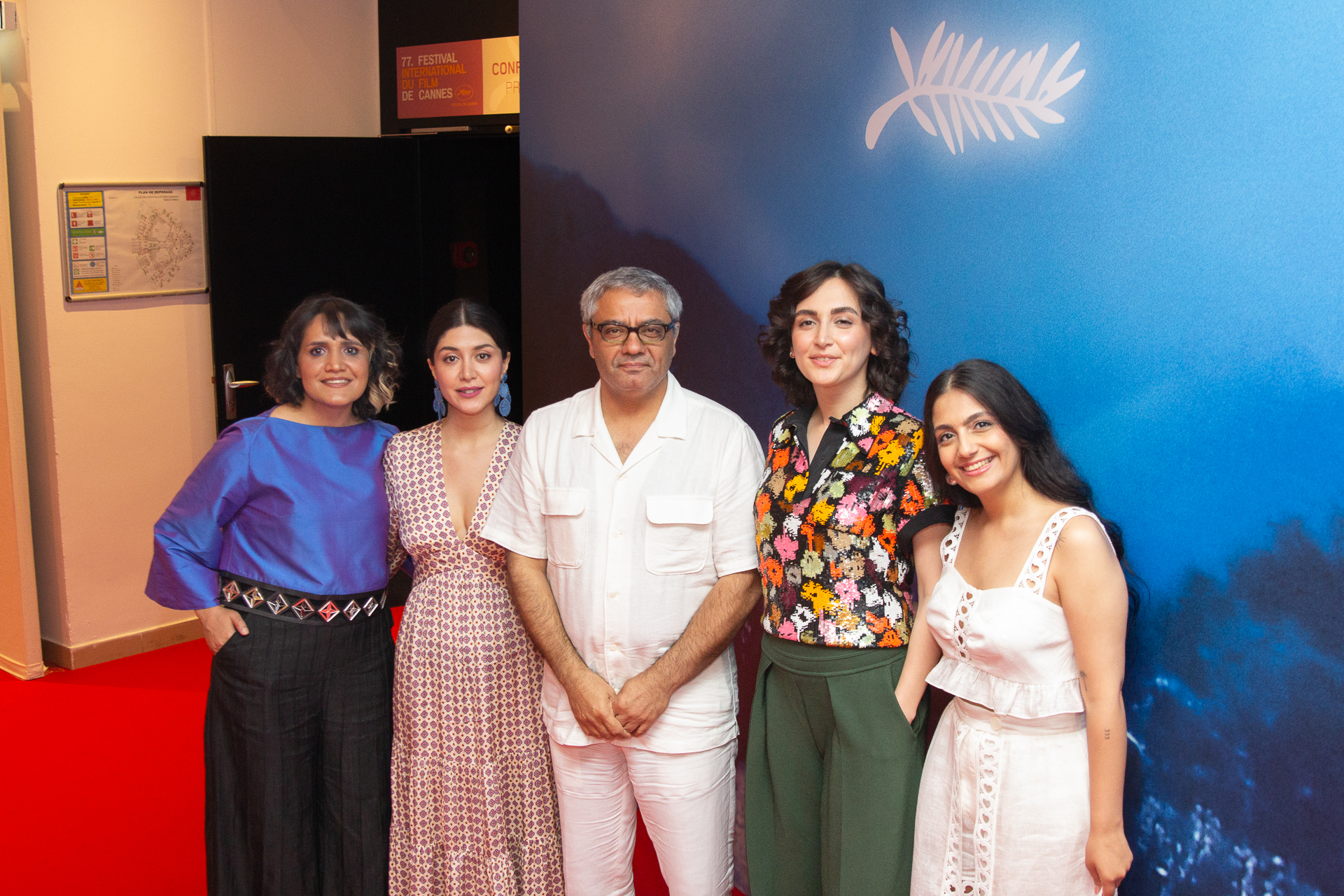
Rasoulof con actores del elenco en Cannes

La película fue seleccionada para competir por la Palma de Oro en el Festival de Cine de Cannes de 2024 , donde tuvo su estreno mundial el 24 de mayo de 2024, y recibió un premio especial del jurado, una designación adicional detrás de los premios principales del jurado de Palma de Oro , Gran Premio y Premio del Jurado. Recibió una ovación de pie con informes de que duró 12 minutos o 15 minutos. Antes de su proyección, Neon adquirió los derechos de distribución de la película en América del Norte, planeando estrenarla más tarde ese año. Después del estreno de la película, Lionsgate adquirió los derechos de distribución para el Reino Unido e Irlanda.
La película se estrenó en Norteamérica en el Festival de Cine de Telluride. También se proyectó en la sección Centrepiece del Festival Internacional de Cine de Toronto de 2024, así como en la sección Main Slate del Festival de Cine de Nueva York. Pyramide Distribution estrenó la película en cines en Francia el 18 de septiembre de 2024, bajo el título Les Graines du figuier sauvage. Alamode Film tiene previsto distribuir la película en Alemania el 26 de diciembre de 2024, bajo el título Die Saat des heiligen Feigenbaums.

## Recepción

### Crítica
Aunque la película ocasionó controversia desde su estreno, ha recibido mayormente críticas positivas. En AlloCiné , la película recibió una calificación promedio de 4.4 sobre 5, basada en 39 reseñas de críticos franceses.